# Cantone di Servian
Il Cantone di Servian era una divisione amministrativa dell'arrondissement di Béziers.
A seguito della riforma approvata con decreto del 26 febbraio 2014, che ha avuto attuazione dopo le elezioni dipartimentali del 2015, è stato soppresso.

## Composizione
Comprendeva i comuni di:
- Abeilhan
- Alignan-du-Vent
- Coulobres
- Espondeilhan
- Montblanc
- Puissalicon
- Servian
- Valros